# Alpha privativum
Alpha privativum (gr. ἀ- στερητικόν, ἀ- privativum, dosł. „alfa pozbawiająca”, od łac. privo – pozbawiam) – przedrostek nadający wyrazowi znaczenie przeciwne, oznaczający odwrotność lub nieobecność jakiejś cechy, podobnie jak polskie przedrostki nie-, bez-, np.:
- θεός theós – „bóg”, ἄθεος átheos – „bezbożny”;
- γνῶσις gnōsis – „wiedza”, ἀγνωσία agnōsía – „niewiedza”.

Prefiks ten występuje w języku greckim, łacińskim oraz wielu językach współczesnych, również w polskim, np. rytm – arytmia, moralny – amoralny, symetria – asymetria.
Przed rdzeniami zaczynającymi się na samogłoskę lub h przedrostek ten przyjmuje zwykle postać ἀν- an- np. ἡδονή hedone – „przyjemność”, anhedonia – „brak odczuwania przyjemności”, ὀργασμός orgasmós „gorączka, ekscytacja”, anorgazmia – „niemożność osiągnięcia spełnienia seksualnego”.